# Alfred von Kremer
Alfred Edler von Kremer (* 13. Mai 1828 in Penzing bei Wien; † 27. Dezember 1889 in Döbling) war ein österreichischer Orientalist und Politiker. Er kann als einer der bedeutendsten deutschsprachigen Islamwissenschaftler des 19. Jahrhunderts gelten, der die westliche Erforschung der islamischen, insbesondere arabischen Welt maßgeblich vorangetrieben und beeinflusst hat.

## Leben
Alfred Kremer studierte in Wien erst Philosophie, dann Rechtswissenschaft, und trieb daneben auf eigene Hand Neugriechisch, Arabisch, Hebräisch und Persisch. Zwischen 1849 und 1851 hielt er sich mit einem Stipendium der k.k. Akademie der Wissenschaften in Syrien und Ägypten auf. Auf seiner Anreise nach Damaskus durchquerte er auch den Libanon; eine geplante Reise nach Nordarabien musste er in den letzten Monaten des Jahres 1849 wegen der starken Choleragefahr aufgeben.
Nach seiner Rückkehr erhielt er im Juli 1851 die Professur des Vulgärarabischen am Wiener Polytechnikum, die er indessen schon im Mai 1852 wieder niederlegte, um als erster Dolmetscher des österreichischen Konsulats nach Ägypten zurückzukehren.
Er wurde 1858 Vizekonsul, 1859 Konsul in Kairo, erhielt dann 1862 das Konsulat in Galatz, 1870 das in Beirut und wurde 1872 zum Ministerialrat und Referenten für das Konsularwesen im Ministerium des Auswärtigen zu Wien ernannt. Im Jahr 1876 wurde er zum Mitglied der k.k. Akademie der Wissenschaften gewählt.
Nachdem er seit Mai 1876 als Mitglied der ägyptischen Staatsschuldenkommission wieder in Kairo verweilt hatte, kehrte er im Frühjahr 1880 in das Wiener Ministerium des Äußern zurück und wurde einige Monate später zum österreichischen Handelsminister ernannt, welche Stelle er allerdings nur bis Mitte Februar 1881 bekleidete.

## Auszug aus Kremers „biographischen Notizen“
Von Kremer ist ein undatierter handschriftlicher Text bekannt, in welchem er autobiographische Notizen niedergelegt hat. Darin heißt es unter anderem:
Geboren zu Wien am 13. Mai 1828, brachte ich meine Jugendjahre daselbst zu, verfolgte dann das Studium an der Universität zuerst in der philosophischen, dann juridischen Fakultät. Mit Vorliebe betrieb ich schon im Gymnasium die alten Sprachen, ging dann vom Altgriechischen auf das Neugriechische über und von diesem zur Türkischen, Arabischen u. Persischen. Diese oriental. Studien trieb ich als Autodidakt, ohne Lehrer, denn die Curse an der Orientalischen Akademie waren nur den Zöglingen dieser Anstalt zugänglich. Einen eifrigen Förderer u. Gönner meiner Studien fand ich an Freiherrn v. Hammer-Purgstall, der im Jahre 1849 mir ein Reisestipendium der kk. Akademie der Wissenschaften für 2 Jahre erwirkte, mit der Auflage die einheimischen Bibliotheken in den syrischen Städten, besonders Aleppo u. Damascus zu untersuchen u. eine Topographie der letzteren Stadt auszuarbeiten, die später auch in den Denkschriften der Akademie erschien. In Aleppo verweilte ich mehrere Monate, ging dann nach Damascus, wo ich mit kurzen Unterbrechungen ein Jahr verlebte, Volk u. Land studierte, seltene Handschriften sammelte u. als einer der ersten Europäer die große Moschee besuchte u. schilderte. Von einem Beduinen begleitet unternahm ich die damals nicht gefahrlose Reise nach Palmyra […]

## Schriften
Kremers Schriften sind meistenteils geographischer und ethnographischer Natur, und daneben finden sich mehrere Übersetzungen aus dem Arabischen.
Der gebildeten Öffentlichkeit wurde er besonders durch seine Geschichte der herrschenden Ideen des Islams (1868) und seine Culturgeschichte des Orients unter den Chalifen (1875 ff.) bekannt. Die slawisierende und klerikale Richtung in der Innenpolitik Österreichs bekämpfte er in der Schrift Die Nationalitätsidee und der Staat (1885).

### Allgemeine Werke zur islamischen Welt
- 1853: Zwei arabische Urkunden. In: Zeitschrift der Deutschen Morgenländischen Gesellschaft, Band 7. S. 215–223 (Digitalisat).
- 1868: Geschichte der herrschenden Ideen des Islams. Der Gottesbegriff, die Prophetie und Staatsidee. Leipzig: F.A. Brockhaus (BSB digital)
- 1873: Kulturgeschichtliche Streifzüge auf dem Gebiet des Islams. Leipzig: F.A. Brockhaus (archive)
- 1875–77: Culturgeschichte des Orients unter den Chalifen 2 Bände, Wien: Wilhelm Braumüller (Digitalisat beider Bände: archive); Neu veröffentlicht als The Orient under the Caliphs, trans. by S. Khuda Bukhsh Calcutta: University Press, 1930.
- 1889: Studien zur vergleichenden Culturgeschichte, vorzüglich nach arabischen Quellen. 2 Teile, Wien: F. Tempsky (archive)

### Geographische Schriften und Verwandtes
- 1852: Beiträge zur Geographie des nördlichen Syriens. Wien: k.-k. Hof- und Staatsdruckerei (Google)
- 1852: Description de l’Afrique par un géographe anonyme du sixième siècle de l’’hégire. Texte arabe publié pour la première fois. Wien: k.k. Hof- und Staatsdruckerei (Menadoc: ULB Sachsen-Anhalt)
- 1853: Mittelsyrien und Damaskus. Geschichtliche, ethnographische und geografische Studien während eines Aufenthalts daselbst in den Jahren 1849, 1850 u. 1851. Wien: Bei den P.P. Mechitharisten
- 1854: Topographie von Damascus. Im Auftrage der kaiserlichen Akademie der Wissenschaften herausgegeben. Wien: k.k. Hof- und Staatsdruckerei
- 1863: Ägypten. Forschungen über Land und Volk während eines zehnjährigen Aufenthalts. 2 Teile, Leipzig: F.A. Brockhaus

### Literar- und kulturhistorische Studien, Übersetzungen
- 1855: Diwan des Abu Nuwâs, des grössten lyrischen Dichters der Araber. Zum ersten Male deutsch bearbeitet. Wien: Wilhelm Braumüller (Menadoc: ULB Sachsen-Anhalt) (archive)
- 1856: History of Muhammad’s Campaigns, by Aboo ’Abd Ollah Mohammad ’Bin Omar al-Wákidy. Edited by Alfred von Kremer of the Austrian Consulate General at Alexandria. Kalkutta: J. Thomas (= Bibliotheca Indica) (Google)
- 1865: Die Himjarische Kasideh. Herausgegeben und übersetzt. Leipzig: F.A. Brockhaus (Google)
- 1866: Über die südarabische Sage. Leipzig: F.A. Brockhaus (Google)
- 1867: Altarabische Gedichte über die Volkssage von Jemen als Textbelege zur Abhandlung „Ueber die südarabische Sage“. Leipzig: F.A. Brockhaus (Google)
- 1869: Mollâ-Shâh et le spiritualisme oriental. Paris: Imprimerie Impériale (Menadoc: ULB Sachsen-Anhalt) (archive)
- 1875: Semitische Kulturentlehnungen aus dem Pflanzen- und Tierreiche. Stuttgart: J.G. Cotta (Menadoc: ULB Sachsen-Anhalt)
- 1879: Ibn Chaldun und seine Culturgeschichte der islamischen Reiche. Wien: Karl Gerold’s Sohn (Menadoc: ULB Sachsen-Anhalt)
- 1880: Ueber die großen Seuchen des Orients nach arabischen Quellen. Wien: Carl Gerold’s Sohn (Digitalisat Wellcome Collection) (Google)
- 1883–84: Beiträge zur arabischen Lexikographie. 2 Hefte, Wien: Carl Gerold’s Sohn
- 1888: Über die philosophischen Gedichte des Abulʿalâ Maʿarry. Eine culturgeschichtliche Studie. Wien: F. Tempsky (Menadoc: ULB Sachsen-Anhalt)

### Verschiedenes
- 1885: Über meine Sammlung orientalischer Handschriften. Wien
- 1885: Die Nationalitätsidee und der Staat. Eine culturgeschichtliche Studie über den Einfluß der nationalen Ideen, besonders auf Staaten mit gemischter Bevölkerung. Wien: Carl Konegen (Google)